# Freakadadisk
Freakadadisk (n. 22 februarie 1975, București, România), cu numele real Petre Urda, este un DJ rapper român, membru al formației Paraziții din 1999 și fost membru al trupei Morometzii între anii 1997-1999. 

## Activitate muzicală
Fost membru al trupei Morometzii din anul 1997, FreakaDaDisk a decis să părăsească trupa în 1999. După ce a părăsit grupul muzical, apare pe albumul Nici o problemă semnat de formația Paraziții. Muzicianul apare pe trei melodii de pe acel album: „Nu mă schimbi”, „Omu' din liftu' tău” și „La intervenție”. După colaborarea cu cei de la Paraziții, Cheloo a decis să-l facă al treilea membru în trupă, pe atunci Parazitii însemnând doar Cheloo și Ombladon. FreakaDaDisk a avut multe colaborări cu artiști precum: MarkOne1, Cheloo, Ombladon, Deliric1, Nimeni Altu', Anonim, Zale, C.I.A., Ad Litteram, Bitza, Unu' Doi, Guess Who, Grupa Mare, Drepturi Egale, Sarkastik, ALAN & KEPA, Morometzii, Maximilian, Mr. Levy, B.U.G. Mafia, IL-Egal, Gojira & Planet H, Bitza și Codrin Bradea.

## Colaborări
În anul 2012 el a produs hit-ul „Maidanez” alături de Puya, pe care a remixat-o în 2013 cu titlul de „Maidanez (Underground Remix- Don't let the music die)”. Alături de Bitză și Ombladon a fost nominalizat la Romanian Music Awards 2012, la categoria „Best Hip-Hop”.
În 2016 acesta a colaborat cu trupa BAZOOKA în piesa „Textură pe Text”. În 2019 acesta a colaborat și cu membrul trupei BAZOOKA, Codrin Bradea, în piesa „Nu mă vrea planeta”.

## Legături externe
- Freakadadisk la Discogs